# Revuelta jariyí (866-896)
La revuelta jariyí de 866-896 fue una gran insurrección contra el Califato abasí. Tuvo su centro en los distritos de Mosul y Diyar Rabi'a, en la provincia de la Mesopotamia superior (Yasira) y duró aproximadamente treinta años, a pesar de incontables tentativas del Gobierno central y de las autoridades provinciales para sofocarla. La rebelión la acaudilló inicialmente Musawir ibn 'Abd al-Hamid al-Shari y se desató como consecuencia del apresamiento de un jariyí de al-Haditha. Ibn 'Abd al-Hamid al-Shari obtuvo varias victorias en los años siguientes, lo que suscitó una respuesta más vigorosa de los califas abasíes.
Los jariyíes pasaron por un período de turbulencia a su muerte en el 877 antes de elegir a su sucesor al frente de la rebelión. Lo fue Harún ibn Abdalá ibn al-Bajali, que mantuvo el mando hasta el fin del conflicto. Por esta época, los jariyíes comenzaron a recibir ayuda de los Banu Taglib de la Mesopotamia Superior, y principalmente de Hamdan, el fundador epónimo de la dinastía hamdánida. La revuelta fue aplastada finalmente en el 896, tras varias campañas del califa Al-Mutadid (892-902) para restaurar la autoridad califal en la región.

## Antecedentes
El movimiento jariyí fue una destacada secta religiosa de principios de la historia islámica, conocida por el fanatismo y la oposición acérrima de sus miembros al sistema de gobierno musulmán. La visión de los jariyíes en cuanto a naturaleza del califato hizo que parte de ellos rechazaran la legitimidad del gobierno de los alidas, omeyas y abasíes, y que en el transcurso de los siglos VII al IX protagonizasen numerosas rebeliones contra el gobierno establecido. Pocas de ellas fueron fructíferas, pero la presencia continua de jariyíes en muchas regiones controladas por musulmanes supusieron una fuente casi constante de problemas para los gobernadores califales.
El jariyismo sufrí había tenido abundantes seguidores en la provincia califal de Mesopotamia superior (Yasira) desde finales del VII, particularmente entre los árabes de la tribu de Rabia. Hubo más de una docena de revueltas jariyíes en la región entre 750 y 865, aunque muchas de ellas fueron aplastadas fácilmente por el gobierno abasí. La más reciente había acontecido en el 862, aproximadamente cuatro años antes de la revuelta de Musavir.

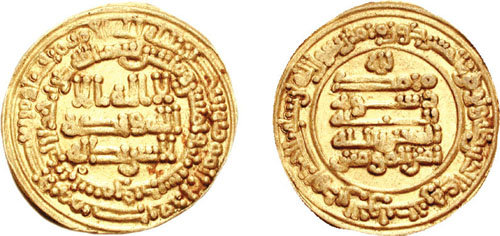
Dinar del califa Al-Mu'tazz (866-869)

El Califato abasí entró en un período de debilidad aguda en el 861, durante el cual el gobierno central de Samarra quedó paralizado por una enconada lucha por el poder entre los califas y el estamento militar. El Gobierno afrontó repetidamente dificultades financieras, revueltas en la capital y movimientos rebeldes en múltiples provincias en el transcurso de la década de 860. Estos problemas se exacerbaron en el 865, cuando los califas rivales Al-Musta'ín (862-866) y Al-Mu'tazz (866-869) disputaron una guerra civil en Irak central, que dejó miles de muertos y causó graves perjuicios económicos a la región. La inestabilidad continuó aún después del fin de la guerra a comienzos del 866: hubo varias motines de tropas en Samarra y Bagdad.

## Estallido de la revuelta

Mapa de la Mesopotamia superior

Según el historiador Ali ibn al-Athir, la causa inmediata de la rebelión fue la detención y prisión de un joven en al-Haditha. Era hijo de Musawir ibn 'Abd al-Hamid al-Shari, un terrateniente de la ciudad de al-Bawazij. Cuando este supo del encarcelamiento de su hijo, reaccionó furiosamente y reunió cierto número de seguidores, que le juraron fidelidad. El grupo marchó contra al-Haditha; el jefe de la policía local hubo de esconderse, y el hijo de al-Shari fue liberado.
El apoyo a al-Shari creció rápidamente y árabes beduinos y kurdos de la región se unieron su bando. Tras intentar en vano tomar Mosul, capital de la región, los rebeldes avanzaron hacia el sur en dirección al Camino de Jorasán entre Bagdad y Hulwán en el otoño de 867. El gobernador de Bagdad envió dos contingentes militares para protegerlo; al-Shari trabó combate con uno de ellos, mató a su jefe y a varios centenares de sus hombres, y obligó al otro a retirarse hacia la capital. Tras la victoria prosiguió la marcha hacia Hulwán, donde mató a más de cuatrocientos de sus defensores.
El vicegobernador de Mosul organizó un ejército a principios del 868 en respuesta al creciente poder de los rebeldes y marchó contra al-Shari, que por entonces se hallaba cerca de los ríos Gran Zab y Pequeño Zab. Los dos ejércitos se encontraron en mayo de ese año, y se enfrentaron en medio del valle fluvial. Los rebeldes salieron victoriosos en la reñida batalla; el ejército califal sufrió copiosas pérdidas y el vicegobernador huyó a Erbil. Esta victoria reforzó la autoridad de al-Shari en la región, y al año siguiente emprendió una expedición contra Mosul. Pudo entrar en la ciudad casi oposición. Permaneció en ella brevemente, dirigiendo las plegarias del viernes, y luego se retiró a al-Haditha.
Las actividades de Musavir durante los años siguientes abarcaron una vasta porción del distrito de Mosul y parte del Irak septentrional. Envió lugartenientes a hacerse cargo de la administración de los territorios que señoreaba, que establecían guarniciones y recaudaban impuestos. Viajar por la región país se hizo difícil para los representantes abasíes, que corrían el riesgo de ser capturados y muertos por los partidarios de al-Shari. Este recibió el apoyo de las tribus árabes y kurdas de la zona, que simpatizaban con su causa y se enfrentaron al gobierno abasí.

## Campañas abássidas contra Musavir

La revuelta jariyí se dilató a lo largo del reinado de cuatro califas, de Al-Mu'tazz la Al-Mutadid.

El gobierno abasí de Samarra emprendió a partir del 867 una serie de campañas militares con el objetivo de aplastar la revuelta jariyí. Estas operaciones comenzaron en tiempos del califa Al-Mu'tazz (866-869), cuyas fuerzas no pudieron vencer a los rebeldes. Inicialmente envió a los oficiales Satikin y Jutarmish contra al-Shari; este último fue derrotado en el distrito de Julala en diciembre. Nushara ibn Tajibak, lugarteniente de Salih ibn Wasif, consiguió batir a al-Shari y mató a gran parte de sus seguidores en septiembre de 868. Al año siguiente, los abasíes enviaron a Yarjuj contra el rebelde, pero fue derrotado y obligado a huir a Samarra.
Después del derrocamiento y muerte de al-Mutaz, su sucesor Al-Muhtadi (869-870) continuó las campañas contra los jariyíes. Después de recibir noticia en enero de 870 de que al-Shari estaba atacando la ciudad de Balad, el califa ordenó a Musa ibn Bugha, Muflih y Bayakbak que marcharan contra él; una crisis política que se desató en la capital, empero, hizo que se retrasase la expedición. Tras varios meses, Musa y Bayakbak reunieron sus tropas y partieron hacia la Mesopotamia superior el 6 de abril. El ejército se instaló en al-Sinn y Muflih persiguió a al-Shari y le hizo presentar batalla en una montaña próxima a al-Haditha. La suerte resultó adversa a al-Shari, cuyas fuerzas estaban debilitadas por un combate anterior contra un jariyí disidente, por lo que finalmente ordenó la retirada. Muflih avanzó entonces y pasó por varias ciudades de Diyar Rabi'a, tratando de restablecer la autoridad califal.

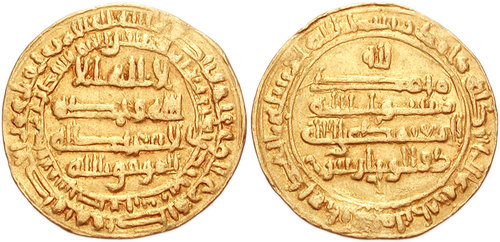
Dinar de oro del califa Al-Mutamid (870-892)

Las fuerzas califales permanecieron algún tiempo en al-Sinn; a comienzos de junio Musa y Muflih recibieron noticia de que al-Muhtadi conspiraba contra ellos, con la intención de prenderlos o asesinarlos; esto hizo que abandonasen de inmediato la Mesopotamia Superior y se replegasen al Camino de Jorasán. En Janaqin, Musa libró una nueva batalla contra al-Shari, que gozaba de amplia ventaja numérica; pese a ello, este fue vencido y sufrió numerosas bajas. Después del derrocamiento de al-Mutadi el 17 de junio y su sustitución por al-Mutamid (870-892), Muflih reanudó la ofensiva contra los jariyíes. Obligó a al-Shari a abandonar al-Haditha, pero, incapaz de derrotar al rebelde, se retiró a Samarra en agosto, permitiendo que este recobrase la región.
Muflih partió nuevamente en campaña a comienzos del 872; marchó a Tikrit y luchó contra algunos grupos de tribus árabes simpatizantes de al-Shari. Luego, Masrur al-Balji realizó dos expediciones contra al-Shari. En la primera, se apoderó de al-Haditha y capturó a algunos jariyíes a los que llevó a Samarra. En la segunda, marchó hacia al-Bawazij, venció a al-Shari en combate e hizo más prisioneros, antes de volver a la capital hacia finales de octubre. Al-Balji acometió nuevas campañas en el 874 y 875, ambas en respuesta al asesinato de funcionarios gubernamentales a manos de seguidores de al-Shari; en la del 875 lo acompañó Abu Amad (el futuro al-Muwaffaq), hermano del califa.

## Muerte de Musavir y disputa sucesoria
Al-Shari falleció en torno al 877, al poco de haber partido de al-Bawazij para enfrentarse a otro ejército abasí. Los jariyíes tuvieron que elegir un sucesor; al principio escogieron a Muhammad ibn Jurzad de Shahrazur, que rehusó el mando. Así, eligieron luego a Ayyub ibn Hayyan al-Wariqi al-Bajali, al que juraron fidelidad. Ibn Jurzad se arrepintió posteriormente de haber rehusado la jefatura y solicitó el cargo, petición que los jariyíes rechazaron. Ibn Jurazd reaccionó reuniendo un grupo de leales y asesinando a Ibn Hayyan. Al morir este los jariyíes escogieron como jefe a Muhammad ibn 'Abd Allah ibn Yahya al-Wariqi, al que Ibn Jurzad también dio muerte. Finalmente los jariyíes eligieron a Harún ibn 'Abd Allah al-Bajali, cuyo número de seguidores creció rápidamente. Ibn Jurzad optó por no hacerle frente, lo que le permitió a al-Bajali asumir la autoridad del difunto al-Shari en la región de Mosul.
La victoria aparente de al-Bajali no puso fin a la rivalidad con Ibn Jurzad. Este lo acometió hacia el 881; al-Bajali reunió a sus fieles y se enfrentó a él cerca de Mosul. Al-Bajali perdió la batalla, en la que doscientos de sus seguidores perdieron la vida. Se recobró inmediatamente, no obstante, merced al apoyo de los árabes taglib de la región y al paradójico apoyo de los seguidores de Ibn Jurzad, a los que animó a cambiar de bando. Muchos de estos lo hicieron, lo que debilitó rápidamente a Ibn Jurzad, que pereció finalmente en Sharazur; su muerte hizo que ya nadie disputase el mando de los jariyíes a al-Bajali.

## Los jariyíes en tiempos de al-Bajali
Al-Bajali continuó las acciones en la zona de Mosul. Sus partidarios subyugaron varias villas y comarcas rurales junto al Tigris; los responsables de estos territorios se encargaban de cobrar impuestos. Al-Bajali también se coligó con Hamdan, jefe taglib y fundador epónimo de la dinastía hamdánida; en los años siguientes, ambos condujeron conjuntamente varias campañas por la región de Mosul. Hacia el 885, al-Bajali y Hamdan decidieron marchar sobre esta ciudad; entraron en ella y al-Bajali dirigió las plegarias en la Mezquita del Viernes. La noticia llegó a Bagdad. Poco después, la región empezó a sufrir las incursiones de los Banu Shayban; en respuesta, al-Bajali y Hamdan unieron fuerzas para detenerlos. Los dos jefes se encontraron y avanzaron contra los árabes, pero los shaibaníes los vencieron en batalla y los obligaron a retirarse.
Al-Bajali realizó otra embestida contra Mosul cuatro años después, tras recibir la noticia de que Ishaq ibn Kundaj, el gobernador de la ciudad, había matado a un jariyí. Convocó a sus partidarios en al-Haditha y marchó contra Mosul, a la que iba a atacar como castigo. Los notables de la ciudad consiguieron persuadirlo de que se retirase, tras condenar la acción del gobernador y disculparse por la muerte. Al-Bajali y Hamdan se aliaron a los habitantes de Mosul en torno al 892, tras alzarse estos contra su gobernador, Muhammad ibn Ishaq ibn Kundaj, y expulsar de la ciudad a su vicegobernador. Este solicitó el auxilio de los Banu Shayban, a los que exhortó a que penetrasen en la provincia con sus fuerzas. Al-Bajali, Hamdan y algunos voluntarios de Mosul se unieron para expulsarlos de la zona; los dos ejércitos se encontraron en las proximidades de la ciudad. Al principio la victoria pareció corresponder a los mosulíes, que se entregaron al saqueo; esto permitió a los shaibaníes reagruparse y volver al campo de batalla, en el que sorprendieron a sus enemigos y los derrotaron, infligiéndoles copiosas bajas.
Al año siguiente, se desató una disputa en el seno del movimiento jariyí, y algunos de sus miembros renegaron de su lealtad a al-Bajali. El jefe de los disidentes era Muhammad ibn 'Ubaydah de los Banu Zuhayr, oriundo del pueblo de Qabratha, que reunió en torno a sí a algunos árabes de las tribus y comenzó a cobrar sus propios impuestos. También construyó un castillo en Sinjar, del que hizo alcaide a su hijo y en el que guardó gran parte del botín que había obtenido. Al-Bajali le puso cerco, con más de mil hombres. Los Banu Zuhayr que lo defendían acabaron por pactar con él y someterse a cambio del salvoconducto; pese a ello, cuando se abrieron las puertas a los sitiadores, estos apresaron y decapitaron al hijo de Ibn 'Ubaydah y varios de sus partidarios. Seguidamente, al-Bajali se encaminó a Qabratha, donde se hallaba apostado Ibn 'Ubaydah. En la batalla que se libró en el pueblo las fuerzas de al-Bajali se impusieron, tras haber tenido que retroceder en un primer momento ante el empuje del enemigo, al que diezmaron. Ibn 'Ubaydah escapó a Amida, pero el gobernador Ahmad ibn 'Isa al-Shaybani lo prendió y envió a Bagdad, donde fue desollado por orden del califa.

## Fin de la revuelta

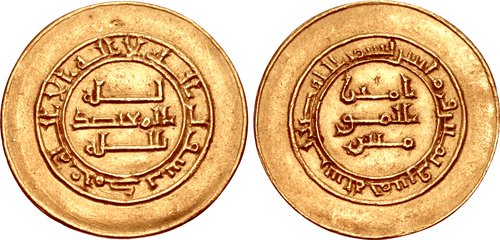
Dinar del califa al-Mutadid (892-902)

El califa al-Mutamid falleció en octubre del 892 y le sucedió su sobrino al-Mutadid (892-902). Para entonces, este ya era un jefe militar veterano que había combatido a los rebeldes zanj del sur de Irak y a los tuluníes en Siria. El nuevo califa se dedicó de inmediato a restablecer la autoridad califal sobre las provincias centrales del Estado, que bajo sus predecesores habían estado en manos de gobernadores autónomos y grupos rebeldes. Entre sus objetivos estaba incluso la reconquista de la Mesopotamia Superior, que era la principal fuente de cereales para la capital. Con este fin, encabezó personalmente varias campañas contra las diversas facciones de la región, para intentar arrebatarse el dominio de ella y someterlos a su autoridad.
La primera campaña de al-Mutamid en Mesopotamia Superior, en el 893, fue contra los Banu Shayban establecidos en la región del Gran Zab y del Pequeño Zab. En enero de 895, avanzó nuevamente por la provincia, esta vez contra Hamdan, debido a la liga que este mantenía con al-Bajali y los jariyíes. Tras luchar contra árabes de las tribus y kurdos, el califa se dirigió a la fortaleza de Hamdan en Mardin. Hamdan decidió huir y los defensores se apresuraron a rendirse al califa. Este volvió entonces a Mosul y envió una orden de rendición a Hamdan, pero este la desobedeció, y el califa envió contra él a Wasif Mushgir y Nasr al-Qushuri. Las fuerzas de Hamdan fueron vencidas pronto por las del primero y él tuvo que huir de nuevo; posteriormente se rindió a las fuerzas califales, que lo apresaron.
Después de la rendición de Hamdan, el califa dirigió su atención a al-Bajali. Nasr al-Qushuri escribió una amenazadora carta al jariyí para que se sometiese; al-Bajali, sin embargo, respondió orgullosamente, rehusando la intimación. Cuando mostraron la misiva al califa, este nombró a al-Hasan ibn Ali Kurah gobernador de Mosul y le encomendó la lucha contra los jariyíes. Ibn Ali Kurah cruzó el Zab y se enfrentó a al-Bajali en una reñida batalla que concluyó con la derrota de este. El caudillo rebelde huyó al desierto y algunos de sus partidarios se sometieron al califa.
Al-Mutadid partió en campaña una vez más en marzo de 896; se encaminó a la región de Mosul a enfrentarse a al-Bajali. En esta ocasión, le acompañaba Huseín, hijo de Hamdan ibn Hamdun, que se había sometido pacíficamente al soberano durante la guerra que este había librado contra su padre. El califa avanzó hacia Tikrit y envió a Huseín y Mushgir a perseguir a al-Bajali. Huseín lo encontró cerca del Tigris y lo persiguió; el rebelde intentó huir, pero lo alcanzaron cuando lo acompañaban cien de sus seguidores. Al-Bajali intentó infructuosamente evitar el combate con Huseín, que ordenó a sus hombres acometerlo; los jariyíes resultaron vencidos y el caudillo rebelde fue apresado.

## Consecuencias

El Califato abasí en el 900. Las zonas en verde oscuro representan los territorios controlados directamente por el califa.

Huseín llevó a al-Bajali ante al-Mutadid, que envió aviso a Bagdad de la victoria. Marchó a la capital llevando consigo a al-Bajali; llegó a la ciudad el 9 de mayo. Las calles de Bagdad se ornamentaron para celebrar la captura del jarijí y el ejército del califa se reunió ante las puertas de la ciudad. El propio califa entró entonces en ella y se dirigió al palacio. Huseín y otros jefes del ejército fueron recompensados con trajes de gala y luego desfilaron triunfalmente a caballo a través de la ciudad. Se exhibió a al-Bajali a lomos de un elefante, se le obligó a sentarse en una litera de mujer y a vestir ropas humillantes.
Como recompensa por la captura de al-Bajali, al-Mutadid accedió a perdonar al padre de Huseín y liberarlo. El propio Huseín y sus hermanos fueron nombrados para varios puestos gubernamentales, algunos en la Mesopotamia Superior. El siglo siguiente, los hamdánidas conseguirían establecer un Estado independiente de facto en esta región y en el norte de Siria; los sobrinos de Huseín Nasir al-Dawla (935-967) y Sayf al-Dawla (945-967) fueron señores de Mosul y Alepo, respectivamente.
Al-Mutadid continuó sus esfuerzos por recobrar el control de la Mesopotamia Superior después de la derrota de los jariyíes. Arrebató Amida a Muhammad ibn Ahmad al-Shaybani en 899, y cuando concluyó su reinado en el 902, gran parte de la provincia estaba nuevamente bajo la autoridad del gobierno central. La actividad rebelde jariyí en la provincia cesó y solo hubo una revuelta más, en 929.